# Geothermiekraftwerk Soultz-sous-Forêts

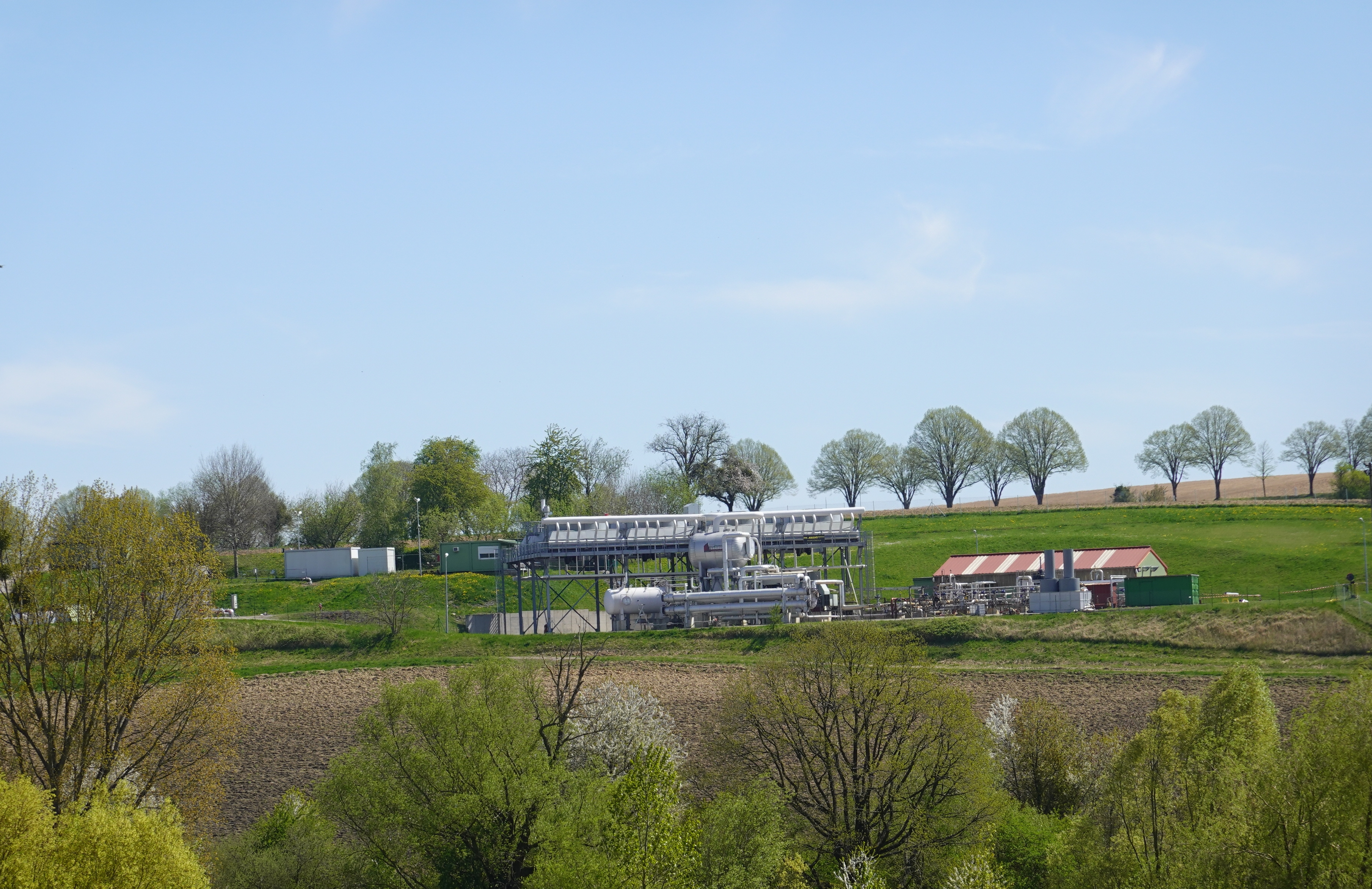
Geothermiekraftwerk Soultz-sous-Forêts

Das Geothermiekraftwerk Soultz-sous-Forêts ist  ein Erdwärmekraftwerk im elsässischen Soultz-sous-Forêts, das ab 2008 als Forschungskraftwerk und ab 2016 als kommerzielles Kraftwerk in Betrieb ist. Das Forschungskraftwerk hatte eine installierte Leistung von 1,5 MW. Das neue Kraftwerk speist jährlich rund 12 GWh an elektrischer Energie in das französische Stromnetz und hat eine elektrische Leistung von 1,7 MW.

## Projektgeschichte und Errichtung
Vorbereitende Arbeiten nutzen die Daten aus der Erdölexploration im nahen Merkwiller-Pechelbronn. Ab 1987 wurden Probebohrungen abgeteuft, zuerst auf 2000 m, dann auf 2200 m und schließlich auf 3900 m im Jahr 1998. In den Jahren 1998 bis 2007 wurden Bohrungen auf 5000 m durchgeführt, die zu ersten Versuchen auf Nutzung der Erdwärme genutzt wurden. Man stellte fest, dass die Bohrungen hydraulisch verbunden sind durch ein unterirdisches Reservoir. In 5000 m Tiefe wurde eine Temperatur von 200 °C  gemessen. An den Untersuchungen waren beteiligt: EnBW Energie Baden-Württemberg, Electricité de Strasbourg, eine Filiale von Électricité de France und das Karlsruher Institut für Technologie. Der Oberrheingraben ist ein Erdbebengebiet. Während der Erprobung traten viele kleine Beben auf, die keine messbaren Auswirkungen hatten, ganz im Unterschied zum Geothermiekraftwerk Landau, bei dem schon während der Erprobung Erdbeben ausgelöst wurden. 2025 begannen im nahen Schwabwiller die Arbeiten für ein neues Geothermiekraftwerk, bei dem die Gewinnung von Lithium im Vordergrund steht.

## Betrieb
Die Energieversorger Electricité de Strasbourg (ES) und Energie Baden Württemberg (EnBW) betreiben das neue Geothermie-Kraftwerk gemeinsam. Das Wasser wird über mehrere Bohrungen durch den Wärmetauscher zirkuliert. Dadurch kann man an der Oberfläche die gewonnene Wärmeenergie zur Stromerzeugung nutzen. Dieses Verfahren wird als  „Hot-Dry-Rock“-Technologie bezeichnet und bietet den Vorteil, dass man keine Wasser- oder Dampfquelle braucht. Das Kraftwerk nutzt einen geschlossenen Wasserkreislauf: das entnommene Wasser wird wieder in den Untergrund gepresst, insbesondere auch wegen des hohen Mineraliengehalts. Auch der hohe Anteil an Kohlensäure machte besondere Vorkehrungen gegen Korrosion notwendig.
Neben der Produktion von Elektrizität ist die Forschung und Ausbildung eine wichtige Funktion dieser Anlage, im Laufe der Zeit wurden hier fast 100 Promotionen betreut.
Das geförderte Wasser ist stark lithiumhaltig. In ersten Versuchen ab 2021 gelang es, das Wasser zur Gewinnung von Lithiumcarbonat zu nutzen. Anfang 2023 vereinbarten die Elektrizitätsgesellschaft ES und die Bergbau-Gruppe Eramt auf Basis ihrer Erfahrungen in Soultz-sous-Forêts und Rittershoffen bis zu 10.000 t pro Jahr Lithium im Elsass zu gewinnen.